# II liga polska w piłce siatkowej mężczyzn (2021/2022)
II liga polska w piłce siatkowej mężczyzn 2021/2022 – 32. edycja ligowych rozgrywek siatkarskich trzeciego szczebla, organizowanych przez Polski Związek Piłki Siatkowej pod nazwą II liga.

## System rozgrywek
- Etap I (dwurundowa faza zasadnicza) – przeprowadzona zostaje w formule ligowej, systemem kołowym (tj. "każdy z każdym – mecz i rewanż".

O końcowej klasyfikacji decyduje kolejno: 
1. większa liczba zdobytych punktów
2. większa liczba zwycięstw
3. większy stosunek setów,
4. większy stosunek „małych” punktów
5. wynik bezpośrednich spotkań (kolejno – punkty, sety, „małe punkty”)

Najwyżej sklasyfikowane dwie drużyny każdej z grup po rundzie zasadniczej awansują do turniejów półfinałowych. Najsłabsze dwa zespoły każdej z grup spadają do III ligi.
- Etap II (turnieje półfinałowe) – turnieje półfinałowe z udziałem 8 najlepszych drużyn, podzielone zostają one na 2 grupy; w pierwszej mierzą się zwycięzcy grup 1 i 3 rundy zasadniczej oraz drugie zespoły grup 2 i 4, w drugiej zwycięzcy grup 2 i 4 oraz drugie drużyny grup 1 i 3. Do turnieju finałowego awansują po dwie najlepsze drużyny z każdej grupy.

- Etap III (turniej finałowy) – 4 zespoły grają systemem "każdy z każdym". Najlepsze dwie drużyny awansują do I ligi.

## Drużyny uczestniczące[1]

### Grupa 1
| | Uczestnicy poprzedniej edycji                 |       |
| --- | --------------------------------------------- | ----- |
| MIĘ | LBS Bank Janas Logistics KS Orzeł Międzyrzecz | 1     |
| WIL | LZS Wilki Wilczyn                             | 2     |
| ŻAG | WKS Sobieski ARENA Żagań                      | 2     |
| STO | Stoczniowiec Politechnika Gdańska             | 3     |
| NS | MKST Astra Nowa Sól                           | 3     |
| SPC | SPS Konspol Słupca                            | 4     |
| TRE | Trefl Gdańsk II                               | 5     |
| POZ | Enea Energetyk Poznań                         | 6     |
| GOR | SKS Kozaryn Gorzów Wielkopolski               | 8     |
| TOR | AZS UMK Toruń                                 | 8     |
| | Awans z III ligi                              |       |
| ANI | Anioły Toruń                                  | [ f ] |
| PIŁ | KPS STALPRO Joker Powiat Pilski               | [ g ] |
| Oznaczenia: - kolumna pierwsza – skróty nazw drużyn wpisane na mapie (jeśli ta została zamieszczona), - kolumna trzecia – miejsce zajęte przez daną drużynę w poprzednim sezonie. |                                               |       |

### Grupa 2
| | Uczestnicy poprzedniej edycji  |             |
| --- | ------------------------------ | ----------- |
| GRO | UKS Sparta Grodzisk Mazowiecki | 2           |
| CHE | KS Arka Tempo Chełm            | 2           |
| KOZ | Enea KKS Kozienice             | 3           |
| WYS | KS Camper Wyszków              | 4           |
| MET | KS Metro Warszawa              | 5           |
| OZO | MKS Bzura Ozorków              | 5           |
| WOL | MOS Wola Tramwaje Warszawskie  | 6           |
| ŁĘC | MMKS Lotnik Łęczyca            | 6           |
| AUG | UKS Centrum Augustów           | 7           |
| MIE | UKS Trójka Międzyrzec Podlaski | 8           |
| | Spadek z Tauron 1. Ligi        |             |
| BAS | BAS Białystok                  | 14          |
| | Awans z IV ligi                |             |
| STB | IŁ CAPITAL VC Stare Babice     | [ i ] [ j ] |
| Oznaczenia: - kolumna pierwsza – skróty nazw drużyn wpisane na mapie (jeśli ta została zamieszczona), - kolumna trzecia – miejsce zajęte przez daną drużynę w poprzednim sezonie. |                                |             |

### Grupa 3
| | Uczestnicy poprzedniej edycji      |   |
| --- | ---------------------------------- | - |
| WIE | WKS Wieluń                         | 2 |
| CZĘS | Eco-Team AZS Stoelzle Częstochowa  | 2 |
| SPA | SMS PZPS Spała II                  | 3 |
| RZĄ | LKS Czarni Rząśnia                 | 4 |
| MIL | MUKS Ziemia Milicka Milicz         | 4 |
| BIE | KS Bielawianka Bester Bielawa      | 5 |
| WAŁ | Chełmiec Wałbrzych                 | 6 |
| MŚ | KS Volley Miasteczko Śląskie       | 6 |
| WŁO | KS Hetman Włoszczowa               | 7 |
| LEG | Science MKS Ikar Legnica           | 7 |
| JL | IM Faurecia Volley Jelcz-Laskowice | 8 |
| | Awans z III ligi                   |   |
| CZE | AZS Częstochowa                    |   |
| SKA | Legion Skalmierzyce                |   |
| Oznaczenia: - kolumna pierwsza – skróty nazw drużyn wpisane na mapie (jeśli ta została zamieszczona), - kolumna trzecia – miejsce zajęte przez daną drużynę w poprzednim sezonie. |                                    |   |

### Grupa 4
| | Uczestnicy poprzedniej edycji      |    |
| --- | ---------------------------------- | -- |
| AND | MKS Andrychów                      | 1  |
| KRO | Karpaty Krosno Glass-KPU w Krośnie | 1  |
| KĘT | UMKS Kęczanin Kęty                 | 3  |
| TYC | TKS Tychy                          | 4  |
| JSŁ | MKS „Gamrat-MOSiR” Jasło           | 4  |
| BĘD | MKS Będzin II                      | 5  |
| SĘD | Extrans Sędziszów Małopolski       | 5  |
| HUT | KS Hutnik-Wanda Kraków             | 6  |
| RYB | TS Volley Rybnik                   | 7  |
| ROP | KS Błękitni Ropczyce               | 7  |
| JAS | AT Jastrzębski Węgiel              | 8  |
| RZE | AKS V LO Rzeszów                   | 8  |
| | Spadek z Tauron 1. Ligi            |    |
| MJA | MCKiS Jaworzno                     | 15 |
| | Awans z III ligi                   |    |
| DĘB | UKS Kępa MOSiR Dębica              |    |
| Oznaczenia: - kolumna pierwsza – skróty nazw drużyn wpisane na mapie (jeśli ta została zamieszczona), - kolumna trzecia – miejsce zajęte przez daną drużynę w poprzednim sezonie. |                                    |    |

## Faza zasadnicza

### Grupa 1
| Lp. | Drużyna                                       | Pkt | Mecze | Mecze | Mecze | Rodzaj wyniku | Rodzaj wyniku | Rodzaj wyniku | Rodzaj wyniku | Rodzaj wyniku | Rodzaj wyniku | Sety | Sety | Sety  | Małe punkty | Małe punkty | Małe punkty |
| Lp. | Drużyna                                       | Pkt | M     | W     | P     | 3:0           | 3:1           | 3:2           | 2:3           | 1:3           | 0:3           | wyg. | prz. | stos. | zdob.       | str.        | stos.       |
| --- | --------------------------------------------- | --- | ----- | ----- | ----- | ------------- | ------------- | ------------- | ------------- | ------------- | ------------- | ---- | ---- | ----- | ----------- | ----------- | ----------- |
| 1   | MKST Astra Nowa Sól                           | 60  | 22    | 20    | 2     | 14            | 5             | 1             | 1             | 0             | 1             | 62   | 13   | 4.77  | 1822        | 1408        | 1.29        |
| 2   | Anioły Toruń                                  | 58  | 22    | 20    | 2     | 11            | 6             | 3             | 1             | 0             | 1             | 62   | 18   | 3.44  | 1898        | 1597        | 1.19        |
| 3   | KPS STALPRO Joker Powiat Pilski               | 51  | 22    | 16    | 6     | 13            | 3             | 0             | 3             | 2             | 1             | 56   | 21   | 2.67  | 1808        | 1533        | 1.18        |
| 4   | LBS Bank Janas Logistics KS Orzeł Międzyrzecz | 49  | 22    | 17    | 5     | 9             | 5             | 3             | 1             | 2             | 2             | 55   | 26   | 2.12  | 1909        | 1733        | 1.1         |
| 5   | SPS Konspol Słupca                            | 41  | 22    | 14    | 8     | 7             | 5             | 2             | 1             | 1             | 6             | 45   | 33   | 1.36  | 1768        | 1689        | 1.05        |
| 6   | Enea Energetyk Poznań                         | 35  | 22    | 11    | 11    | 6             | 3             | 2             | 4             | 4             | 3             | 45   | 40   | 1.13  | 1874        | 1870        | 1           |
| 7   | WKS Sobieski ARENA Żagań                      | 27  | 22    | 10    | 12    | 2             | 4             | 4             | 1             | 5             | 6             | 37   | 48   | 0.77  | 1873        | 1916        | 0.98        |
| 8   | LUKS Wilki Wilczyn                            | 26  | 22    | 9     | 13    | 4             | 2             | 3             | 2             | 5             | 6             | 36   | 47   | 0.77  | 1819        | 1916        | 0.95        |
| 9   | Stoczniowiec Politechnika Gdańska             | 16  | 22    | 5     | 17    | 3             | 1             | 1             | 2             | 4             | 11            | 23   | 54   | 0.43  | 1615        | 1792        | 0.9         |
| 10  | Trefl Gdańsk II                               | 13  | 22    | 4     | 18    | 1             | 0             | 3             | 4             | 0             | 14            | 20   | 60   | 0.33  | 1575        | 1876        | 0.84        |
| 11  | SKS Gorzów Wielkopolski                       | 11  | 22    | 3     | 19    | 2             | 0             | 1             | 3             | 7             | 9             | 22   | 59   | 0.37  | 1657        | 1942        | 0.85        |
| 12  | AZS UMK Toruń                                 | 9   | 22    | 3     | 19    | 1             | 0             | 2             | 2             | 4             | 13            | 17   | 61   | 0.28  | 1506        | 1852        | 0.81        |

Źródło: https://2ligamezczyzn.volleystation.com/pl/season/5/phase-164-2-liga-mezczyzn-grupa-1/standings/
Punktacja: 3:0 i 3:1 – 3 pkt; 3:2 – 2 pkt; 2:3 – 1 pkt; 1:3 i 0:3 – 0 pkt
Zasady ustalania kolejności: 1. liczba punktów; 2. liczba zwycięstw; 3. stosunek setów; 4. stosunek małych punktów; 5. bilans w bezpośrednich meczach
Uwagi: Drużyna KPS STALPRO Joker Powiat Pilski po zakończonym sezonie wycofała się z rozgrywek.
     awans do turniejów półfinałowych
     spadek do III ligi

### Grupa 2
| Lp. | Drużyna                              | Pkt | Mecze | Mecze | Mecze | Rodzaj wyniku | Rodzaj wyniku | Rodzaj wyniku | Rodzaj wyniku | Rodzaj wyniku | Rodzaj wyniku | Sety | Sety | Sety  | Małe punkty | Małe punkty | Małe punkty |
| Lp. | Drużyna                              | Pkt | M     | W     | P     | 3:0           | 3:1           | 3:2           | 2:3           | 1:3           | 0:3           | wyg. | prz. | stos. | zdob.       | str.        | stos.       |
| --- | ------------------------------------ | --- | ----- | ----- | ----- | ------------- | ------------- | ------------- | ------------- | ------------- | ------------- | ---- | ---- | ----- | ----------- | ----------- | ----------- |
| 1   | BAS Białystok                        | 60  | 22    | 20    | 2     | 13            | 5             | 2             | 2             | 0             | 0             | 64   | 15   | 4.27  | 1910        | 1608        | 1.19        |
| 2   | KS Arka Tempo Chełm                  | 54  | 22    | 18    | 4     | 12            | 5             | 1             | 1             | 2             | 1             | 58   | 19   | 3.05  | 1809        | 1508        | 1.2         |
| 3   | UKS Sparta Grodzisk Mazowiecki       | 54  | 22    | 18    | 4     | 11            | 6             | 1             | 1             | 2             | 1             | 58   | 20   | 2.9   | 1863        | 1585        | 1.18        |
| 4   | KS Metro Warszawa                    | 44  | 22    | 15    | 7     | 6             | 6             | 3             | 2             | 2             | 3             | 51   | 33   | 1.55  | 1970        | 1838        | 1.07        |
| 5   | MOS Wola Tramwaje Warszawskie        | 36  | 22    | 13    | 9     | 4             | 6             | 3             | 0             | 5             | 4             | 44   | 39   | 1.13  | 1881        | 1848        | 1.02        |
| 6   | Enea KKS Kozienice                   | 33  | 22    | 10    | 12    | 4             | 5             | 1             | 4             | 3             | 5             | 41   | 43   | 0.95  | 1823        | 1859        | 0.98        |
| 7   | KS Camper Wyszków                    | 26  | 22    | 9     | 13    | 3             | 2             | 4             | 3             | 4             | 6             | 37   | 49   | 0.76  | 1845        | 1893        | 0.97        |
| 8   | UKS Centrum Augustów                 | 21  | 22    | 7     | 15    | 2             | 2             | 3             | 3             | 6             | 6             | 33   | 53   | 0.62  | 1783        | 1903        | 0.94        |
| 9   | MMKS Lotnik Łęczyca                  | 20  | 22    | 7     | 15    | 3             | 3             | 1             | 0             | 6             | 9             | 27   | 50   | 0.54  | 1610        | 1793        | 0.9         |
| 10  | KS MOSiR Huragan Międzyrzec Podlaski | 18  | 22    | 6     | 16    | 1             | 1             | 4             | 4             | 3             | 9             | 29   | 57   | 0.51  | 1775        | 1951        | 0.91        |
| 11  | MKS Bzura Ozorków                    | 18  | 22    | 6     | 16    | 2             | 2             | 2             | 2             | 4             | 10            | 26   | 54   | 0.48  | 1619        | 1887        | 0.86        |
| 12  | IŁ CAPITAL VC Stare Babice           | 12  | 22    | 3     | 19    | 2             | 0             | 1             | 4             | 6             | 9             | 23   | 59   | 0.39  | 1732        | 1947        | 0.89        |

Źródło: https://2ligamezczyzn.volleystation.com/pl/season/5/phase-165-2-liga-mezczyzn-grupa-2/standings/
Punktacja: 3:0 i 3:1 – 3 pkt; 3:2 – 2 pkt; 2:3 – 1 pkt; 1:3 i 0:3 – 0 pkt
Zasady ustalania kolejności: 1. liczba punktów; 2. liczba zwycięstw; 3. stosunek setów; 4. stosunek małych punktów; 5. bilans w bezpośrednich meczach
     awans do turniejów półfinałowych
     spadek do III ligi

### Grupa 3
| Lp. | Drużyna                            | Pkt | Mecze | Mecze | Mecze | Rodzaj wyniku | Rodzaj wyniku | Rodzaj wyniku | Rodzaj wyniku | Rodzaj wyniku | Rodzaj wyniku | Sety | Sety | Sety  | Małe punkty | Małe punkty | Małe punkty |
| Lp. | Drużyna                            | Pkt | M     | W     | P     | 3:0           | 3:1           | 3:2           | 2:3           | 1:3           | 0:3           | wyg. | prz. | stos. | zdob.       | str.        | stos.       |
| --- | ---------------------------------- | --- | ----- | ----- | ----- | ------------- | ------------- | ------------- | ------------- | ------------- | ------------- | ---- | ---- | ----- | ----------- | ----------- | ----------- |
| 1   | WKS Wieluń                         | 59  | 22    | 21    | 1     | 13            | 4             | 4             | 0             | 1             | 0             | 64   | 15   | 4.27  | 1880        | 1581        | 1.19        |
| 2   | AZS Częstochowa                    | 52  | 22    | 17    | 5     | 11            | 5             | 1             | 2             | 2             | 1             | 57   | 22   | 2.59  | 1888        | 1694        | 1.11        |
| 3   | Eco-Team AZS Stoelzle Częstochowa  | 43  | 22    | 16    | 6     | 8             | 2             | 6             | 1             | 3             | 2             | 53   | 32   | 1.66  | 1949        | 1787        | 1.09        |
| 4   | KS Bielawianka Bester Bielawa      | 42  | 22    | 14    | 8     | 6             | 5             | 3             | 3             | 2             | 3             | 50   | 35   | 1.43  | 1955        | 1848        | 1.06        |
| 5   | LKS Czarni Rząśnia                 | 39  | 22    | 13    | 9     | 5             | 5             | 3             | 3             | 3             | 3             | 48   | 38   | 1.26  | 1922        | 1865        | 1.03        |
| 6   | IM Faurecia Volley Jelcz-Laskowice | 35  | 22    | 12    | 10    | 6             | 3             | 3             | 2             | 5             | 3             | 45   | 39   | 1.15  | 1861        | 1850        | 1.01        |
| 7   | Chełmiec Wałbrzych                 | 28  | 22    | 9     | 13    | 4             | 3             | 2             | 3             | 2             | 8             | 35   | 46   | 0.76  | 1757        | 1792        | 0.98        |
| 8   | MKS Ikar Legnica                   | 25  | 22    | 8     | 14    | 3             | 4             | 1             | 2             | 7             | 5             | 35   | 48   | 0.73  | 1813        | 1839        | 0.99        |
| 9   | SMS PZPS Spała II                  | 20  | 22    | 6     | 16    | 2             | 3             | 1             | 3             | 5             | 8             | 29   | 53   | 0.55  | 1796        | 1944        | 0.92        |
| 10  | Legion Skalmierzyce                | 20  | 22    | 6     | 16    | 1             | 3             | 2             | 4             | 4             | 8             | 30   | 55   | 0.55  | 1781        | 1951        | 0.91        |
| 11  | KS Hetman Włoszczowa               | 19  | 22    | 6     | 16    | 3             | 0             | 3             | 4             | 2             | 10            | 28   | 54   | 0.52  | 1650        | 1870        | 0.88        |
| 12  | MUKS Ziemia Milicka Milicz         | 14  | 22    | 4     | 18    | 1             | 1             | 2             | 4             | 2             | 12            | 22   | 59   | 0.37  | 1673        | 1904        | 0.88        |
| 13  | KS Volley Miasteczko Śląskie       | 0   | 0     | 0     | 0     | 0             | 0             | 0             | 0             | 0             | 0             | 0    | 0    | MAX   | 0           | 0           | MAX         |

Źródło: 
Punktacja: 3:0 i 3:1 – 3 pkt; 3:2 – 2 pkt; 2:3 – 1 pkt; 1:3 i 0:3 – 0 pkt
Zasady ustalania kolejności: 1. liczba punktów; 2. liczba zwycięstw; 3. stosunek setów; 4. stosunek małych punktów; 5. bilans w bezpośrednich meczach
Uwagi: Zespół AZS Częstochowa oraz LEGION Skalmierzyce wycofały się z rozgrywek po zakończonym sezonie. 
 Klub KS Volley Miasteczko Śląskie wycofał się z rozgrywek po 9. kolejce rundy zasadniczej. Wszystkie wyniki zespołu zostały anulowane, anulowane zostały także wszystkie punkty zdobyte przez inne drużyny w meczach z tym zespołem.
     awans do turniejów półfinałowych
     spadek do III ligi

### Grupa 4
| Lp. | Drużyna                      | Pkt | Mecze | Mecze | Mecze | Rodzaj wyniku | Rodzaj wyniku | Rodzaj wyniku | Rodzaj wyniku | Rodzaj wyniku | Rodzaj wyniku | Sety | Sety | Sety  | Małe punkty | Małe punkty | Małe punkty |
| Lp. | Drużyna                      | Pkt | M     | W     | P     | 3:0           | 3:1           | 3:2           | 2:3           | 1:3           | 0:3           | wyg. | prz. | stos. | zdob.       | str.        | stos.       |
| --- | ---------------------------- | --- | ----- | ----- | ----- | ------------- | ------------- | ------------- | ------------- | ------------- | ------------- | ---- | ---- | ----- | ----------- | ----------- | ----------- |
| 1   | MCKiS Jaworzno               | 73  | 26    | 25    | 1     | 20            | 2             | 3             | 1             | 0             | 0             | 77   | 11   | 7     | 2148        | 1693        | 1.27        |
| 2   | MKS Andrychów                | 61  | 26    | 20    | 6     | 11            | 8             | 1             | 2             | 2             | 2             | 66   | 28   | 2.36  | 2232        | 1914        | 1.17        |
| 3   | UMKS Kęczanin Kęty           | 60  | 26    | 21    | 5     | 6             | 10            | 5             | 2             | 2             | 1             | 69   | 35   | 1.97  | 2407        | 2189        | 1.1         |
| 4   | Karpaty PWSZ Krosno Glass    | 50  | 26    | 16    | 10    | 9             | 5             | 2             | 4             | 2             | 4             | 58   | 39   | 1.49  | 2216        | 2096        | 1.06        |
| 5   | MKS MOSiR Jasło              | 48  | 26    | 18    | 8     | 7             | 4             | 7             | 1             | 1             | 6             | 57   | 42   | 1.36  | 2238        | 2111        | 1.06        |
| 6   | Extrans Sędziszów Małopolski | 37  | 26    | 12    | 14    | 8             | 1             | 3             | 4             | 6             | 4             | 50   | 49   | 1.02  | 2180        | 2163        | 1.01        |
| 7   | TKS Tychy                    | 37  | 26    | 12    | 14    | 5             | 4             | 3             | 4             | 6             | 4             | 50   | 52   | 0.96  | 2316        | 2281        | 1.02        |
| 8   | KS Błękitni Ropczyce         | 32  | 26    | 11    | 15    | 2             | 5             | 4             | 3             | 6             | 6             | 45   | 58   | 0.78  | 2207        | 2322        | 0.95        |
| 9   | UKS Kępa MOSiR Dębica        | 30  | 26    | 10    | 16    | 3             | 5             | 2             | 2             | 6             | 8             | 40   | 57   | 0.7   | 2073        | 2256        | 0.92        |
| 10  | KS Hutnik-Wanda Kraków       | 30  | 26    | 9     | 17    | 5             | 3             | 1             | 4             | 6             | 7             | 41   | 56   | 0.73  | 2178        | 2232        | 0.98        |
| 11  | AKS V LO Rzeszów             | 29  | 26    | 9     | 17    | 2             | 5             | 2             | 4             | 4             | 9             | 39   | 60   | 0.65  | 2076        | 2298        | 0.9         |
| 12  | AT Jastrzębski Węgiel        | 28  | 26    | 10    | 16    | 5             | 1             | 4             | 2             | 3             | 11            | 37   | 57   | 0.65  | 2046        | 2142        | 0.96        |
| 13  | TS Volley Rybnik             | 23  | 26    | 7     | 19    | 4             | 1             | 2             | 4             | 4             | 11            | 33   | 62   | 0.53  | 2012        | 2193        | 0.92        |
| 14  | MKS Będzin II                | 8   | 26    | 2     | 24    | 1             | 1             | 0             | 2             | 7             | 15            | 17   | 73   | 0.23  | 1745        | 2184        | 0.8         |

Źródło: https://2ligamezczyzn.volleystation.com/pl/season/5/phase-170-2-liga-mezczyzn-grupa-4/standings/
Punktacja: 3:0 i 3:1 – 3 pkt; 3:2 – 2 pkt; 2:3 – 1 pkt; 1:3 i 0:3 – 0 pkt
Zasady ustalania kolejności: 1. liczba punktów; 2. liczba zwycięstw; 3. stosunek setów; 4. stosunek małych punktów; 5. bilans w bezpośrednich meczach
Uwagi: Zespół UKS Kępa MOSiR Dębica po zakończonym sezonie wycofał się z rozgrywek.  
 Drużyna TS Volley Rybnik utrzymała się w lidze decyzją PZPS.
     awans do turniejów półfinałowych
     spadek do III ligi

## Turnieje półfinałowe

### Wieluń
Tabela
| Lp. | Drużyna             | Pkt | Mecze | Mecze | Mecze | Rodzaj wyniku | Rodzaj wyniku | Rodzaj wyniku | Rodzaj wyniku | Rodzaj wyniku | Rodzaj wyniku | Sety | Sety | Sety  | Małe punkty | Małe punkty | Małe punkty |
| Lp. | Drużyna             | Pkt | M     | W     | P     | 3:0           | 3:1           | 3:2           | 2:3           | 1:3           | 0:3           | wyg. | prz. | stos. | zdob.       | str.        | stos.       |
| --- | ------------------- | --- | ----- | ----- | ----- | ------------- | ------------- | ------------- | ------------- | ------------- | ------------- | ---- | ---- | ----- | ----------- | ----------- | ----------- |
| 1   | MKST Astra Nowa Sól | 6   | 3     | 3     | 0     | 1             | 0             | 2             | 0             | 0             | 0             | 9    | 4    | 2.25  | 290         | 256         | 1.13        |
| 2   | KS Arka Tempo Chełm | 5   | 3     | 2     | 1     | 2             | 0             | 0             | 1             | 0             | 0             | 8    | 3    | 2.67  | 253         | 231         | 1.1         |
| 3   | MKS Andrychów       | 4   | 3     | 1     | 2     | 1             | 0             | 0             | 0             | 0             | 2             | 3    | 6    | 0.5   | 188         | 209         | 0.9         |
| 4   | WKS Wieluń          | 3   | 3     | 0     | 3     | 0             | 0             | 0             | 1             | 0             | 2             | 2    | 9    | 0.22  | 217         | 252         | 0.86        |

Źródło: https://2ligamezczyzn.volleystation.com/pl/season/5/phase-232-turniej-polfinalowy-o-awans-do-i-ligi/results/
Punktacja: zwycięstwo – 2 pkt., porażka – 1 pkt.
Zasady ustalania kolejności: 1. liczba punktów; 2. liczba zwycięstw; 3. stosunek setów; 4. stosunek małych punktów; 5. bilans w bezpośrednich meczach
     awans do turnieju finałowego
Terminarz i wyniki
| Data       | Drużyna 1           | Wynik | Drużyna 2           | Sety                              |
| ---------- | ------------------- | ----- | ------------------- | --------------------------------- |
| 22.04.2022 | MKST Astra Nowa Sól | 3:0   | MKS Andrychów       | 25:20, 25:14, 25:19               |
| 22.04.2022 | KS Arka Tempo Chełm | 3:0   | WKS Wieluń          | 25:18, 25:23, 25:17               |
|            |                     |       |                     |                                   |
| 23.04.2022 | MKS Andrychów       | 3:0   | WKS Wieluń          | 25:21, 25:18, 25:20               |
| 23.04.2022 | MKST Astra Nowa Sól | 3:2   | KS Arka Tempo Chełm | 22:25, 25:18, 25:19, 24:26, 17:15 |
|            |                     |       |                     |                                   |
| 24.04.2022 | KS Arka Tempo Chełm | 3:0   | MKS Andrychów       | 25:23, 25:21, 25:16               |
| 24.04.2022 | WKS Wieluń          | 2:3   | MKST Astra Nowa Sól | 25:16, 17:25, 22:25, 25:21, 11:15 |

### Toruń
Tabela
| Lp. | Drużyna         | Pkt | Mecze | Mecze | Mecze | Rodzaj wyniku | Rodzaj wyniku | Rodzaj wyniku | Rodzaj wyniku | Rodzaj wyniku | Rodzaj wyniku | Sety | Sety | Sety  | Małe punkty | Małe punkty | Małe punkty |
| Lp. | Drużyna         | Pkt | M     | W     | P     | 3:0           | 3:1           | 3:2           | 2:3           | 1:3           | 0:3           | wyg. | prz. | stos. | zdob.       | str.        | stos.       |
| --- | --------------- | --- | ----- | ----- | ----- | ------------- | ------------- | ------------- | ------------- | ------------- | ------------- | ---- | ---- | ----- | ----------- | ----------- | ----------- |
| 1   | Anioły Toruń    | 5   | 3     | 2     | 1     | 2             | 0             | 0             | 0             | 1             | 0             | 7    | 3    | 2.33  | 248         | 217         | 1.14        |
| 2   | BAS Białystok   | 5   | 3     | 2     | 1     | 1             | 1             | 0             | 0             | 0             | 1             | 6    | 4    | 1.5   | 239         | 223         | 1.07        |
| 3   | MCKiS Jaworzno  | 5   | 3     | 2     | 1     | 1             | 1             | 0             | 0             | 0             | 1             | 6    | 4    | 1.5   | 227         | 223         | 1.02        |
| 4   | AZS Częstochowa | 3   | 3     | 0     | 3     | 0             | 0             | 0             | 0             | 1             | 2             | 1    | 9    | 0.11  | 202         | 253         | 0.8         |

Źródło: https://2ligamezczyzn.volleystation.com/pl/season/5/phase-231-turniej-polfinalowy-o-awans-do-i-ligi/standings/
Punktacja: zwycięstwo – 2 pkt., porażka – 1 pkt.
Zasady ustalania kolejności: 1. liczba punktów; 2. liczba zwycięstw; 3. stosunek setów; 4. stosunek małych punktów; 5. bilans w bezpośrednich meczach
     awans do turnieju finałowego
Terminarz i wyniki
| Data       | Drużyna 1       | Wynik | Drużyna 2       | Sety                       |
| ---------- | --------------- | ----- | --------------- | -------------------------- |
| 22.04.2022 | MCKiS Jaworzno  | 0:3   | Anioły Toruń    | 20:25, 20:25, 15:25        |
| 22.04.2022 | AZS Częstochowa | 0:3   | BAS Białystok   | 19:25, 17:25, 20:25        |
|            |                 |       |                 |                            |
| 23.04.2022 | Anioły Toruń    | 1:3   | BAS Białystok   | 26:28, 25:23, 22:25, 19:25 |
| 23.04.2022 | MCKiS Jaworzno  | 3:1   | AZS Częstochowa | 25:21, 25:16, 22:25, 25:23 |
|            |                 |       |                 |                            |
| 24.04.2022 | AZS Częstochowa | 0:3   | Anioły Toruń    | 29:31, 19:25, 13:25        |
| 24.04.2022 | BAS Białystok   | 0:3   | MCKiS Jaworzno  | 22:25, 20:25, 21:25        |

## Turniej finałowy (Nowa Sól)
| Lp. | Drużyna             | Pkt | Mecze | Mecze | Mecze | Rodzaj wyniku | Rodzaj wyniku | Rodzaj wyniku | Rodzaj wyniku | Rodzaj wyniku | Rodzaj wyniku | Sety | Sety | Sety  | Małe punkty | Małe punkty | Małe punkty |
| Lp. | Drużyna             | Pkt | M     | W     | P     | 3:0           | 3:1           | 3:2           | 2:3           | 1:3           | 0:3           | wyg. | prz. | stos. | zdob.       | str.        | stos.       |
| --- | ------------------- | --- | ----- | ----- | ----- | ------------- | ------------- | ------------- | ------------- | ------------- | ------------- | ---- | ---- | ----- | ----------- | ----------- | ----------- |
| 1   | BAS Białystok       | 5   | 3     | 2     | 1     | 1             | 1             | 0             | 0             | 0             | 1             | 6    | 4    | 1.5   | 226         | 203         | 1.11        |
| 2   | MKST Astra Nowa Sól | 5   | 3     | 2     | 1     | 0             | 1             | 1             | 0             | 1             | 0             | 7    | 6    | 1.17  | 280         | 276         | 1.01        |
| 3   | Anioły Toruń        | 4   | 3     | 1     | 2     | 1             | 0             | 0             | 1             | 1             | 0             | 6    | 6    | 1     | 254         | 264         | 0.96        |
| 4   | KS Arka Tempo Chełm | 4   | 3     | 1     | 2     | 0             | 1             | 0             | 0             | 1             | 1             | 4    | 7    | 0.57  | 240         | 257         | 0.93        |

Źródło: https://2ligamezczyzn.volleystation.com/pl/season/5/phase-233-turniej-finalowy-o-awans-do-i-ligi/standings/
Punktacja: zwycięstwo – 2 pkt., porażka – 1 pkt.
Zasady ustalania kolejności: 1. liczba punktów; 2. liczba zwycięstw; 3. stosunek setów; 4. stosunek małych punktów; 5. bilans w bezpośrednich meczach
     awans do Tauron 1. Ligi
Terminarz i wyniki
| Data       | Drużyna 1           | Wynik | Drużyna 2           | Sety                             |
| ---------- | ------------------- | ----- | ------------------- | -------------------------------- |
| 06.05.2022 | BAS Białystok       | 3:0   | KS Arka Tempo Chełm | 25:21, 25:16, 25:16              |
| 06.05.2022 | MKST Astra Nowa Sól | 3:2   | Anioły Toruń        | 24:26, 25:19, 18:25, 25:21, 15:4 |
|            |                     |       |                     |                                  |
| 07.05.2022 | KS Arka Tempo Chełm | 3:1   | Anioły Toruń        | 21:25, 25:21, 25:18, 25:20       |
| 07.05.2022 | BAS Białystok       | 3:1   | MKST Astra Nowa Sól | 25:13, 25:18, 15:25, 25:19       |
|            |                     |       |                     |                                  |
| 08.05.2022 | MKST Astra Nowa Sól | 3:1   | KS Arka Tempo Chełm | 25:22, 23:25, 25:22, 25:22       |
| 08.05.2022 | Anioły Toruń        | 3:0   | BAS Białystok       | 25:20, 25:19, 25:22              |